# Botanischer Garten Odessa

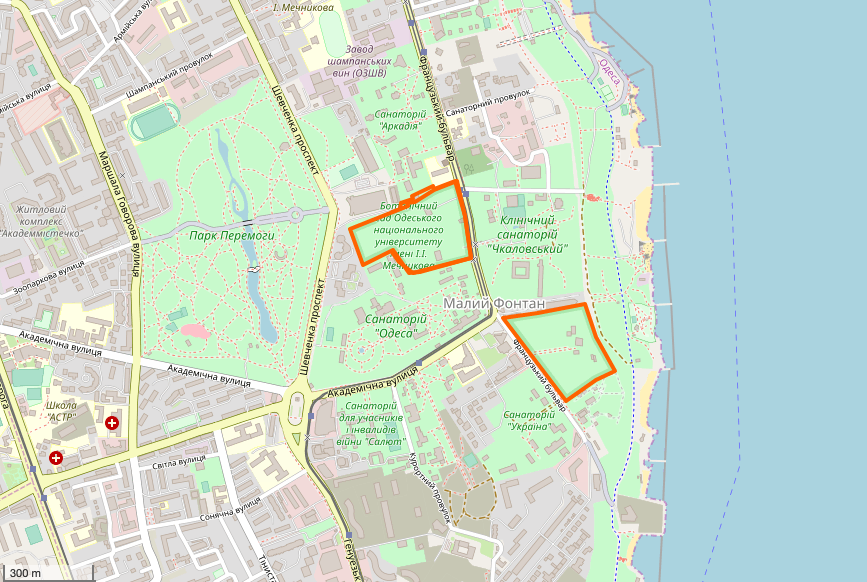
Lageplan der beiden Bereiche des Botanischen Gartens

Der Botanische Garten Odessa (ukrainisch Одеський ботанічний сад) ist der Botanische Garten der südukrainischen Hafenstadt Odessa. Er ist in zwei Bereiche zur rechten und linken Seite des Franzuskij Boulevard (ukrainisch Французький бульвар) unterteilt. Der Botanische Garten ist ein Teil der Nationalen I.-I.-Metschnikow-Universität Odessa und wird von dieser verwaltet.

## Geschichte
Die Anfänge einer botanischen Anlage in Odessa gehen auf eine Initiative von Alexandre Andrault de Langeron im Jahr 1820 zurück. 1864 wurde Alexander von Nordmann mit den Anlagen betraut. Zunächst wurden Setzlingen von Obstbäumen und anderen Zierpflanzen angelegt. Nordmann begann dann mit dem Besatz von 500 Pflanzenarten aus Südrussland, Bessarabien, der Krim und dem Kaukasus. 1867 übernahm die Imperial Novorossia University (heute Nationale I.-I.-Metschnikow-Universität Odessa) die Betreuung der botanischen Anlagen und baute ein Gewächshaus aus Universitätsmitteln. 1880 war das Gelände vollständig mit Pflanzen besetzt und es war unmöglich, die Sammlung zu erweitern. Aufgrund einer Entscheidung der Verwaltung der Universität wurde daraufhin der Botanische Garten in die Universitätsfarm im Gebiet des Frantsuzsky Boulevard versetzt. Hier wurde im Garten ein neues Gewächshaus gebaut und die Anlagen von L. A. Rishawi neu gestaltet.
1933 wurde der Botanische Garten Teil der Forschungseinrichtungen der Universität und der Abteilung für Botanik zugeordnet. Im Zweiten Weltkrieg erlitt der Garten erhebliche Zerstörungen. In den Nachkriegsjahren wurden Wiederherstellungsmaßnahmen durchgeführt. 1948 erhielt der Universitätsgarten ein Erweiterungsgelände am Frantsuzsky Boulevard.
Bis Anfang 2022 hatte der Garten 46 Mitarbeiter. Nach dem russischen Überfall auf die Ukraine arbeiten nur noch 26 Mitarbeiter auf dem Gelände (Stand Anfang 2023). Die Arbeit im Botanischen Garten wird durch diese signifikante Verringerung des Personals und einen Rückgang des Finanzierungsniveaus negativ beeinflusst. Kriegsrechtsbestimmungen haben erhebliche Einschränkungen bewirkt, um Bildungs- und Öffentlichkeitsprogramme durchzuführen. Auch wurde die Infrastruktur des Gartens beschädigt.

## Pflanzenbestand
Der Botanische Garten zeigt in seinen Sammlungen rund 3500 verschiedenen Pflanzenarten und umfasst ein Arboretum sowie eine spezielle Abteilung tropischer und subtropischer Pflanzen. Sehr reichhaltig ist die Sammlung der regionalen Flora, zu der auch endemische und seltene Pflanzen gehören. Außerdem gibt es eine Sammlung von medizinischen und ätherischen Ölpflanzen. Der Garten hat sich seit den 1980er Jahren hauptsächlich auf das Studium und die Erhaltung der regionalen Flora spezialisiert. Unter den tropischen und subtropischen Pflanzen befinden sich mehrere Exemplare, deren Alter mehr als 150 Jahre beträgt.

## Wissenschaftliche Arbeit
Die Schwerpunkte der wissenschaftlichen Forschungen im Botanischen Garten betreffen das Studium der Flora, im Besonderen die Ausbreitung und nutzbare Verwendung von Pflanzen. Die Bildungsaktivitäten konzentrieren sich auf Umweltschutz, Pflanzenzüchtungen und Landschaftsarchitektur. Weitere Aspekte wissenschaftlicher Forschungen betreffen die Erhaltung der biologischen Vielfalt sowie die Entwicklung wissenschaftlicher Grundlagen für den Schutz gefährdeter Arten. Es werden auch Grundlagen zum Schutz der Pflanzen vor Krankheitserregern und Schädlingen sowie genetische und physiologisch-biochemische Aspekte der Pflanzenresistenz gegen Faktoren der Umweltverschmutzung untersucht und Datenbanken von Pflanzensammlungen seltener und nützlicher Pflanzen der Region angelegt.

## Galerie

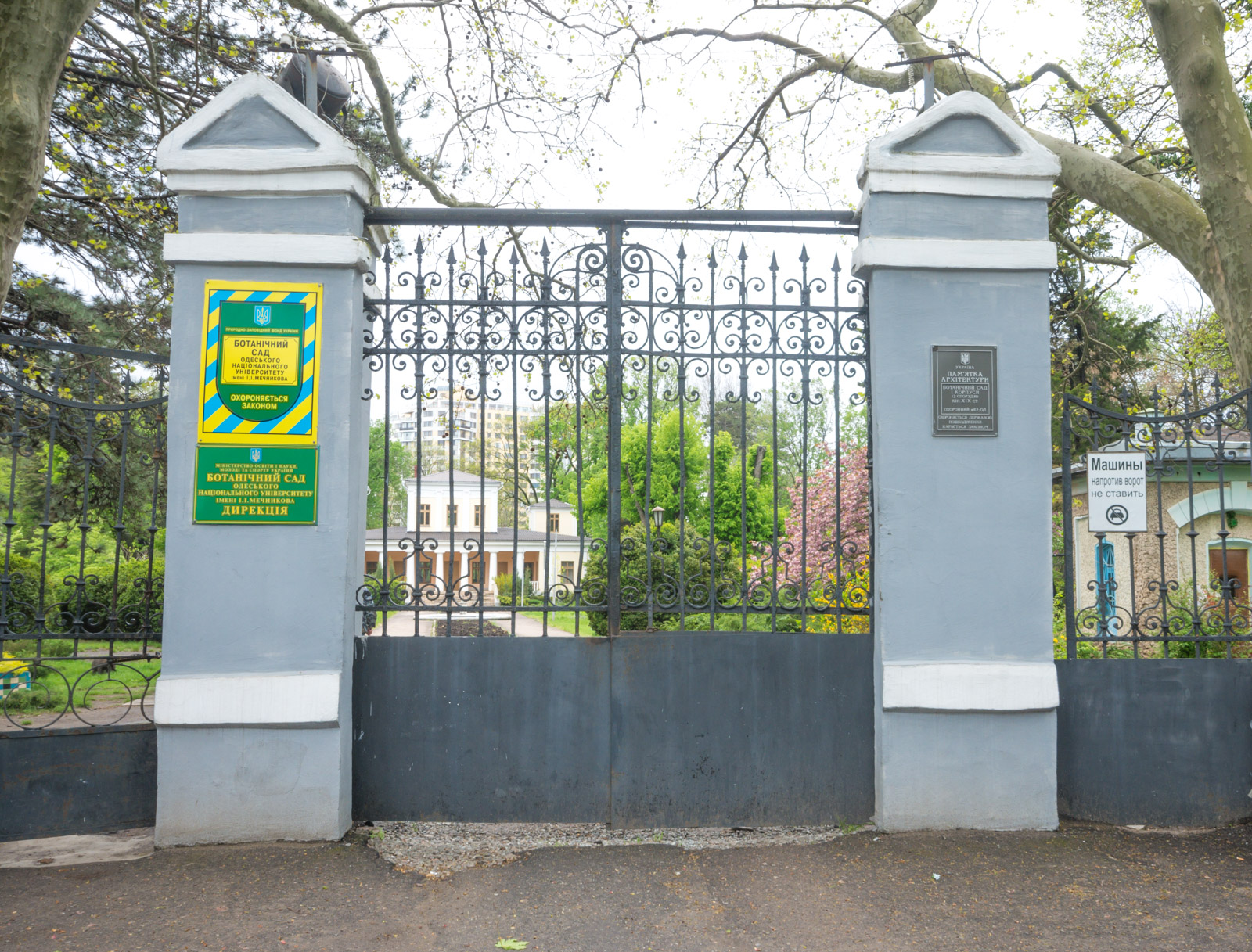
Eingang Botanischer Garten Odessa, French Boulevard
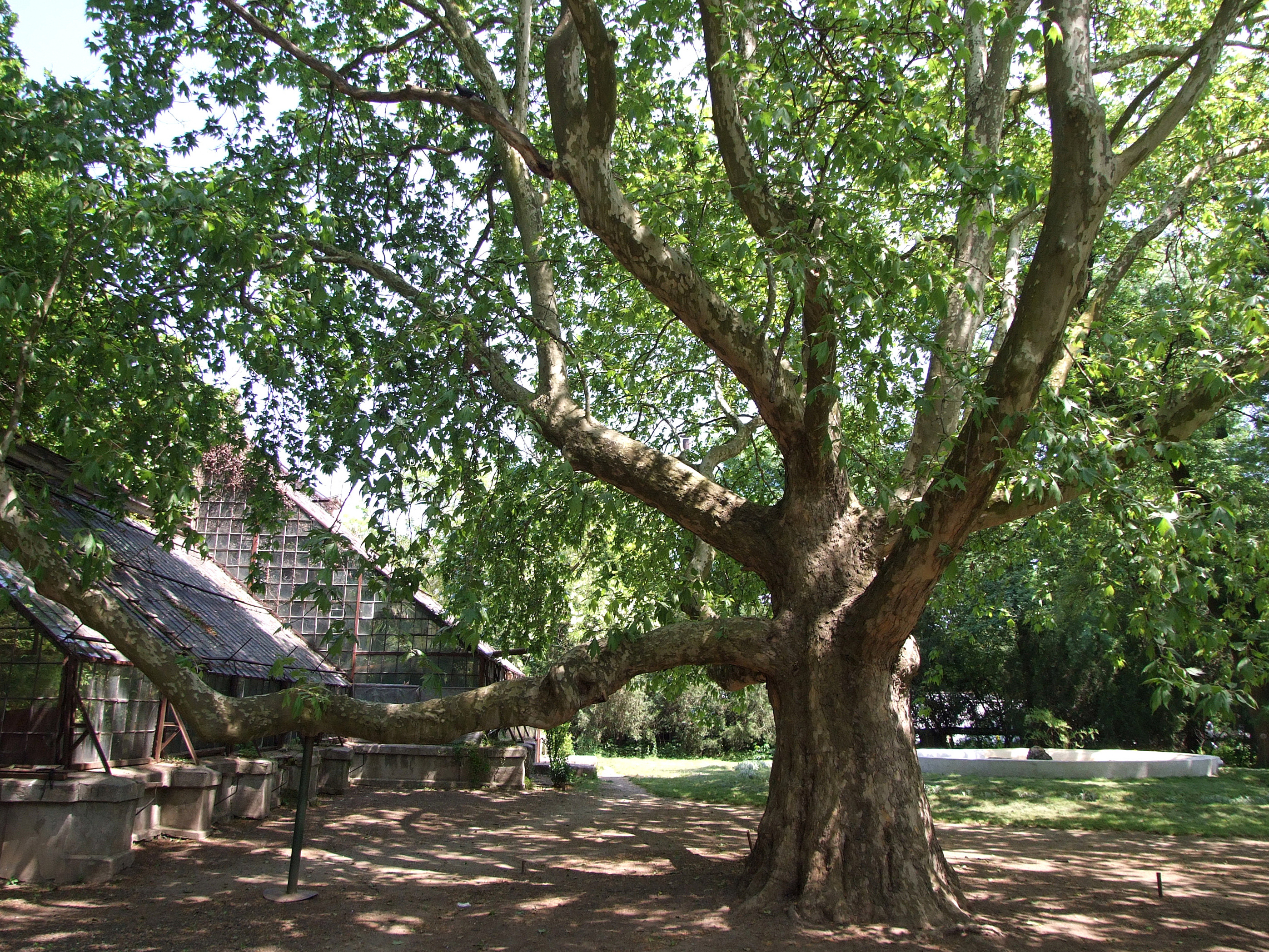
Morgenländische Platane
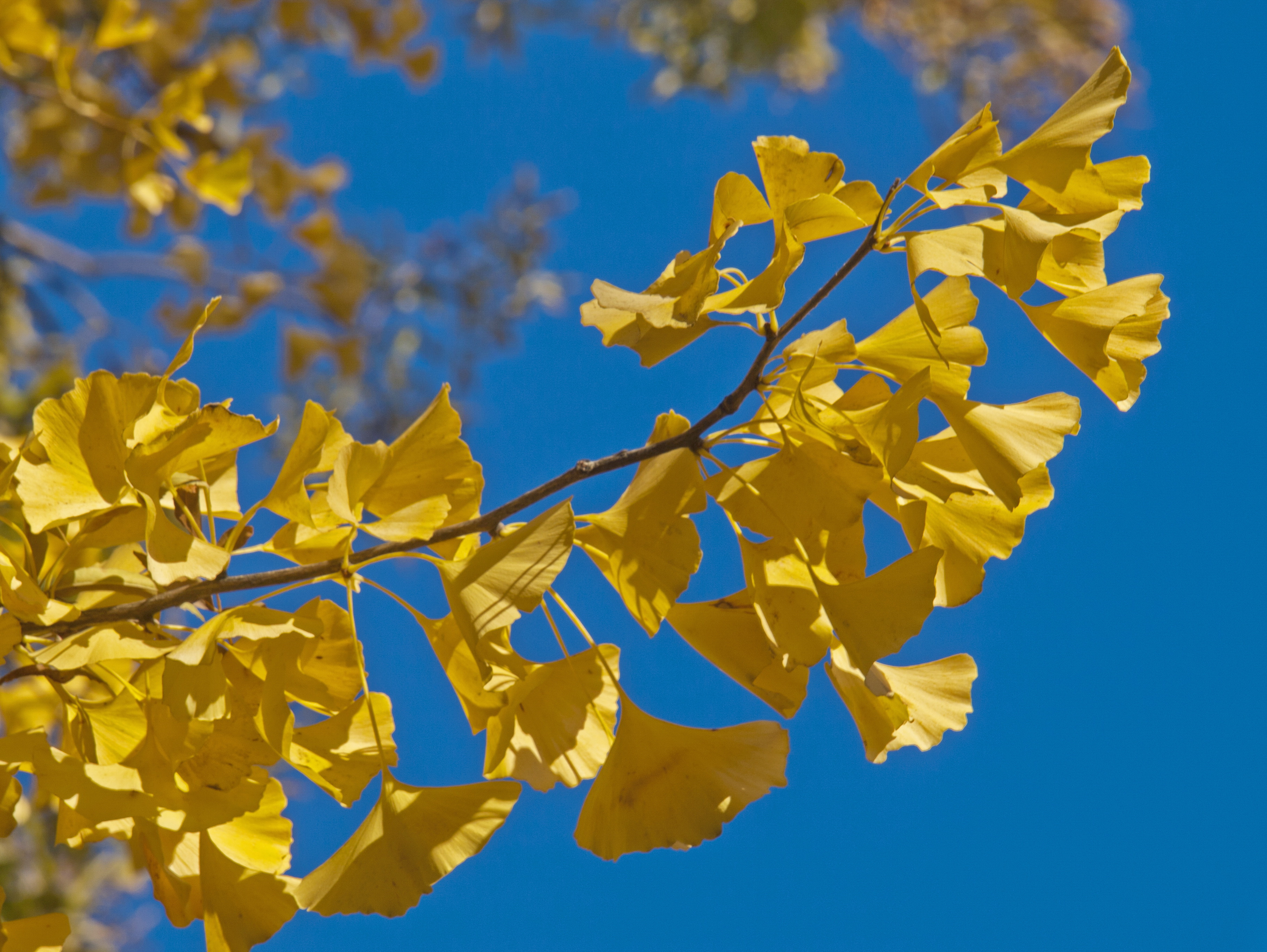
Gingo biloba
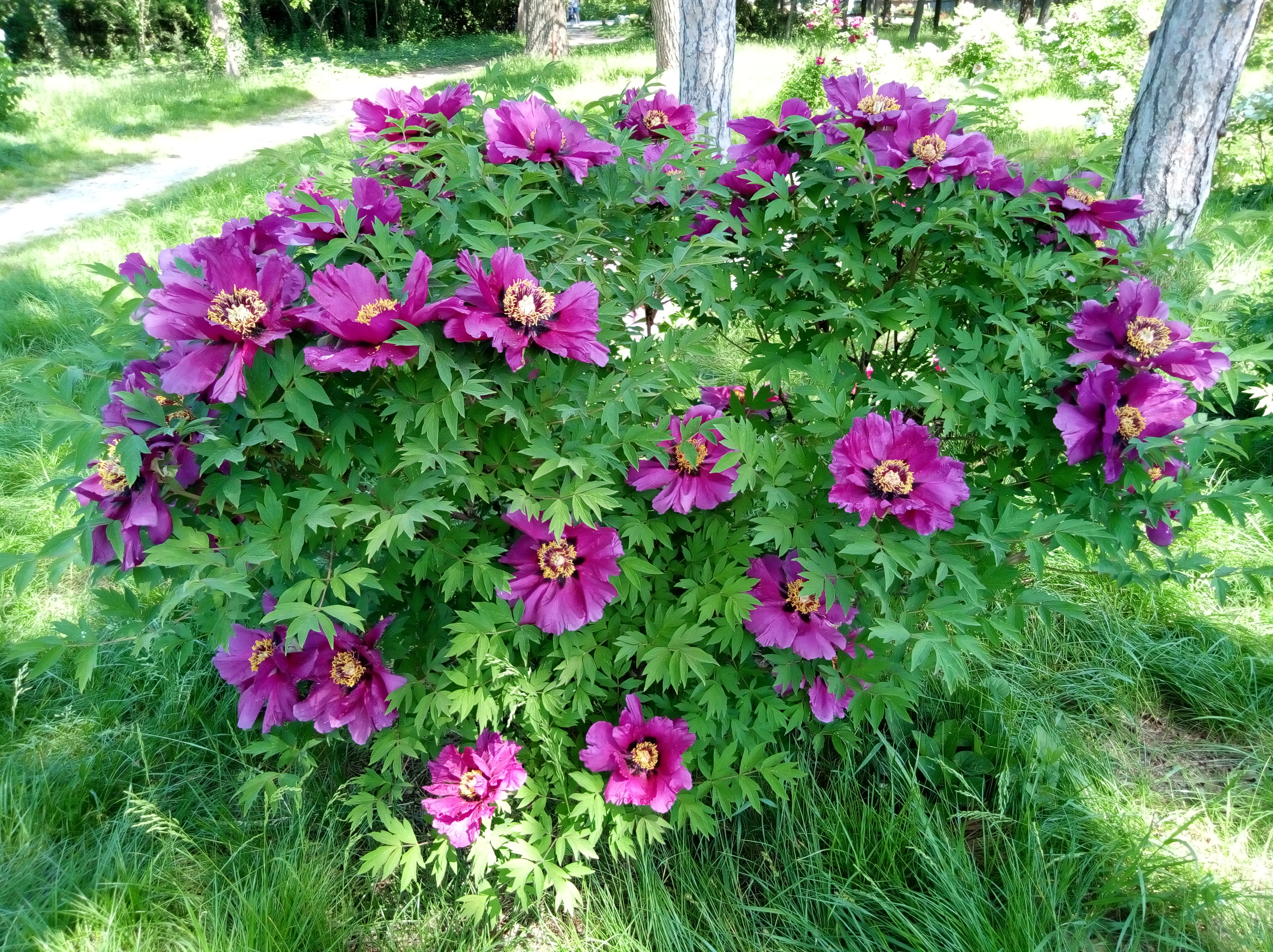
Strauch-Pfingstrose
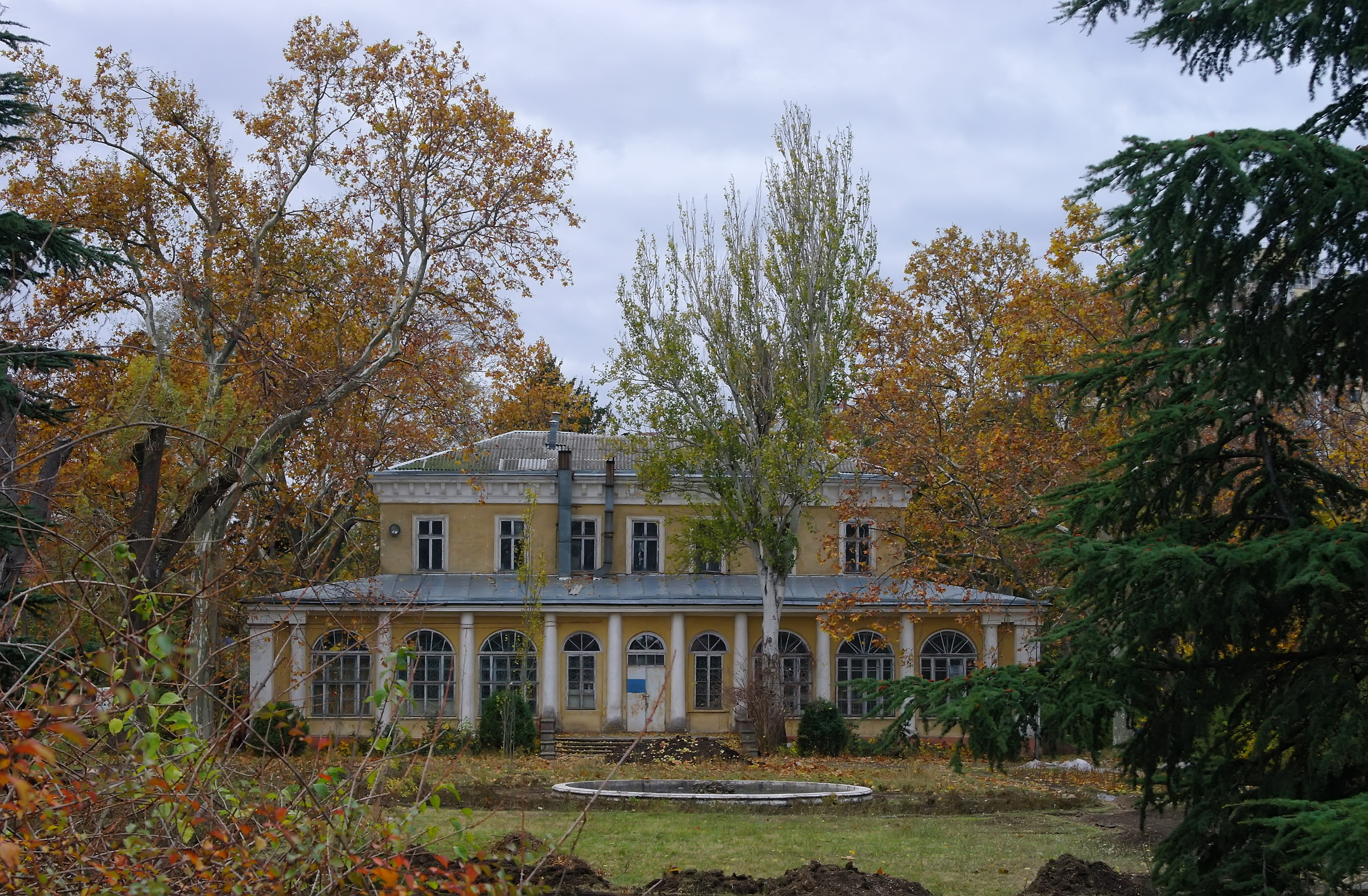
Villa im Park